# Björn Bjelfvenstam
Björn Bjelfvenstam (* 19. Februar 1929 in Uppsala) ist ein schwedischer Schauspieler.

## Leben und Karriere
Björn Bjelfvenstam nahm Schauspielunterricht bei Axel Witzansky und war von 1951 bis 1953 Student an der Schauspielschule Dramatens elevskola. Nachdem er bereits seit Ende der 1940er-Jahre auf der Bühne stand, war er von 1953 bis 1957 Ensemblemitglied am Malmö Stadsteater unter Leitung von Ingmar Bergman. Einem internationalen Publikum wurde Bjelfvenstam durch vier Filme bekannt, die er während dieser Zeit unter Bergmans Regie drehte. In Das Lächeln einer Sommernacht spielte er 1955 einen angehenden Pfarrer, der mit seinem von Gunnar Björnstrand gespielten Vater im Konflikt steht; zwei Jahre später verkörperte er in Wilde Erdbeeren einen ernsthaften Medizinstudenten, der per Anhalter mit seinen Freunden reist. Mit seinem Verlassen des Stadsteaters endete auch die Zusammenarbeit mit Bergman, anschließend war Bjelfvenstam unter anderem am Vasateatern tätig.
Später beendete Björn Bjelfvenstam seine Schauspielerlaufbahn und war zunächst in der Werbung, dann als Produzent und Programmleiter bei Sveriges Radio tätig. In dieser Funktion verkündete er bei dem Eurovision Song Contest 1972 das schwedische Abstimmungsergebnis. Nachdem er die Schauspielerei lange nur nebenberuflich weiterverfolgt hatte, feierte er als einer der Hauptdarsteller der Fernsehserie Tre kronor in den 1990er-Jahren ein gewisses Comeback.

## Filmografie (Auswahl)
- 1952: Trots
- 1952: Sehnsucht der Frauen (Kvinnors väntan)
- 1955: Frauenträume (Kvinnodröm)
- 1955: Das Lächeln einer Sommernacht (Sommarnattens leende)
- 1956: Junge Herzen im Sturm (Sista paret ut)
- 1957: Wilde Erdbeeren (Smültronstallet)
- 1959: Die Gräfin mit der Peitsche (Ryttare i blått)
- 1973: Lärare (Fernsehfilm)
- 1994–1998: Tre kronor (Fernsehserie, 91 Folgen)